# Штейфон Борис Олександрович

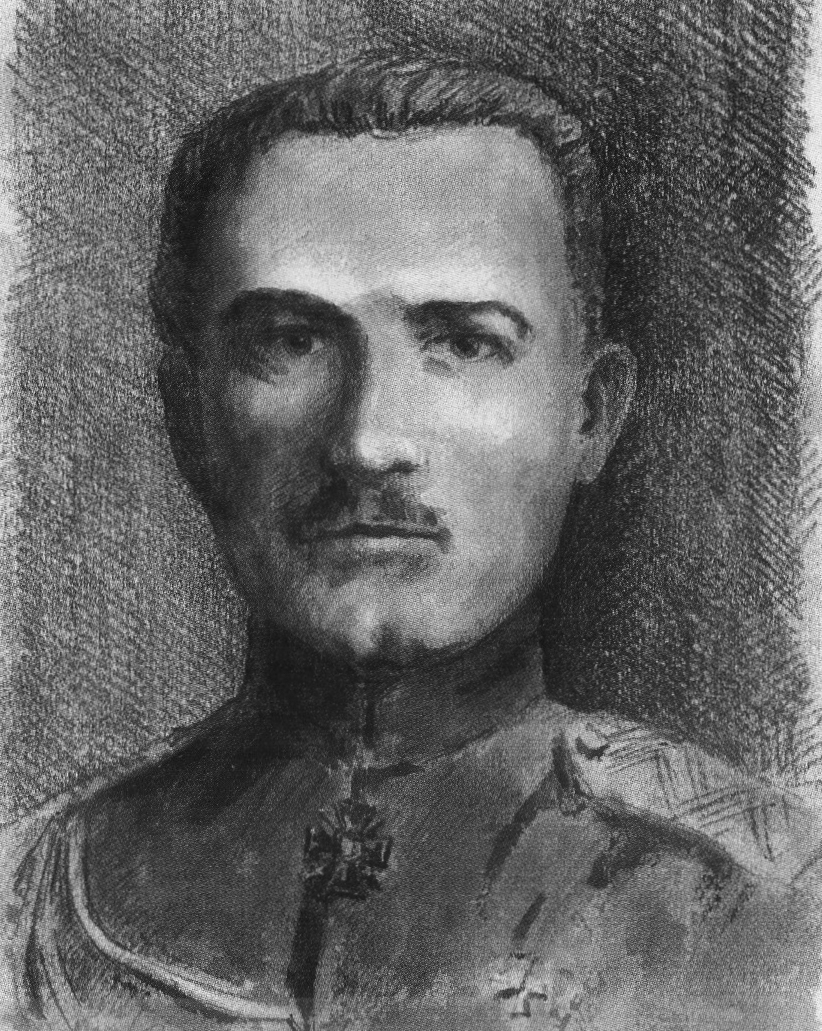
Штейфон Борис Олександрович

Штейфон Борис Олександрович (1881 — 1945) — Генерального штабу генерал-майор Російської армії, генерал-лейтенант ЗС КОНР

## Життєпис
Народився 18 грудня 1881 в Харкові. Німець, православного віросповідання, з родини цехового майстра, що став купцем третьої гільдії.
Закінчив Харківське реальне училище, в жовтні 1898 вступив в службу рядовим на правах однорічника 1-го розряду в 124-й піхотний Воронезький полк. 15 травня 1899 переведений в молодші унтер-офіцери.
3 жовтня зарахований юнкером в Чугуївське піхотне училище, яке закінчив по 1-му розряду і випущений в 124-й піхотний Воронезький полк.
Учасник російсько-японської війни 1904—1905 рр.
В жовтні 1906 зарахований слухачем в Академію Генерального штабу. За домашніми обставинами 22 серпня 1908 відрахований з Академії до частини, в яку прибув 8 вересня. 4 жовтня 1909 наказом по Генеральному штабу № 32 зарахований в старший клас Імператорської Миколаївської військової академії. Найвищим наказом від 23 жовтня за вислугу років проведений в чин штабс-капітана. Найвищим наказом 20 травня 1911 за відмінні успіхи в науках після закінчення додаткового курсу академії проведений в чин капітана.
Для відбуття цензового командування ротою наказом по військах МВО № 353 прикріплений до 6-го гренадерського Таврійському полку строком на 2 роки. 14 листопада прибув в полк і вступив у командування 12-й ротою. 8 січня 1914 переведений в кадри Генерального штабу, з призначенням старшим ад'ютантом штабу військ Семиріченської області.
Під час Першої світової війни служив на штабних посадах на Кавказькому фронті в Туркестанському корпусі, при штабі генерала від інфантерії Юденича.
12 лютого 1917 призначений виконувачем начальника штабу 161-ї піхотної дивізії, 18 травня — начальником штабу 3-й Фінляндської піхотної дивізії, 28 серпня проведений в чин полковника.
Після демобілізації з армії повернувся до Харкова, взяв участь у створенні Харківського центру з вербування кадрів для Добровольчої армії. 18 квітня 1918 зарахований у Добровольчу армію по Харківському центру, пізніше очолив Центр. Восени робота Центру припинилася і Штейфон, очоливши останню групу в 800 чоловік, виїхав з нею в Катеринодар.
28 лютого 1919 призначений начальником штабу 3-й піхотної дивізії Добровольчої армії, а 10 червня за власним бажанням — командиром Білозерського піхотного полку.
З 5 листопада — тимчасовий виконувач посади начальника штабу Полтавського загону генерал-лейтенанта М. Е. Бредова, начальника штабу 7-ї піхотної дивізії.
1 лютого 1920 за бойові відзнаки проведений в чин генерал-майора.
Разом із загоном Бредова інтернований у Польщі. 14 травня відбув у відрядження до Севастополя для зв'язку з командуванням Російської армії генерал-лейтенанта П. М. Врангеля, повернувся до Польщі 11 липня. У серпні відбув до Криму для служби в Російській армії.
У листопаді 1920 разом з Російською армією евакуювався з Криму в Галліполі (Туреччина). 4 грудня призначений комендантом російських військових таборів, а 22 січня 1921 — російським комендантом міста Галліполі.
15 лютого наказом головнокомандувача генерал-лейтенанта П. М. Врангеля Штейфону подаровано право носіння форми Білозерського піхотного полку Добровольчої армії. З 25 квітня — начальник штабу 1-го армійського корпусу Російської армії, розміщеного в Галліполі.
На початку 1922 переїхав до Королівства Сербів, Хорватів і Словенців, де брав участь у діяльності різноманітних легітимістських монархічних організацій, що орієнтуються на Великого князя Кирила Володимировича.
За політичну діяльність в 1924 видалений з Російської армії наказом П. Н. Врангеля.
З 12 вересня 1941 — начальник штабу Окремого Російського Корпусу в Югославії. 14 вересня після арешту гестапо засновника і командира Корпусу генерал-майора М. Ф. Скородумова тимчасово вступив у командування Корпусом.
Розпорядженням німецького військового командування 2 жовтня призначений командиром Російського Охоронного Корпусу, пройшов з ним весь бойовий шлях 1941—1945 рр.
1 серпня 1943 проведений в чин генерал-лейтенанта Вермахту. У січні 1945 заявив про готовність підпорядкувати Корпус генерал-лейтенанту ВС КОНР А. А. Власову без всяких попередніх умов. Передбачалося, що посаду командира Корпусу займе генерал-майор ЗС КОНР В. Г. Баєрський, а Штейфон стане інспектором із забезпечення сімей військовослужбовців, однак ОКБ категорично відмовилося зняти з'єднання з фронту для переформування.
30 квітня 1945 раптово помер у Загребі (Хорватія), де розміщувався штаб. Похований з військовими почестями на німецькому військовому цвинтарі в Любляні — блок VIII, ряд 6, могила 16.

## Нагороди та відзнаки
- орден св. Анни 4 ступеня (9.04.1905)
- орден св. Станіслава 3 ступеню з мечами та бантом (4.02.1906)
- орден св. Володимира 4 ступеню з мечами та бантом (21.01.1906)
- орден св. Анни 3 ступеню з мечами та бантом (12.04.1907)
- орден св. Станіслава 2 ступеню з мечами (20.01.1907)
- орден св. Анни 2 ступеню
- британський військовий орден
- Георгіївська зброя (28.06.1916)

## Науковий спадок
Автор спогадів «Бредовский поход» (Белград, 1927) і цілого ряду військово-теоретичних статей, що принесли йому звання професора військових наук.